# Valle del Cauca
Valle del Cauca – departament Kolumbii. Położony w zachodniej części kraju, nad brzegiem Oceanu Spokojnego, uważany za jeden z najważniejszych departamentów w Republice Kolumbii. Stolicą departamentu jest Cali. Nazwa pochodzi od doliny rzeki Cauca.

## Podstawowe dane
- Populacja: 4 524 678
- Obszar: 22 140 km²
- Data założenia: 1909
- Miasta: 42
- Parki narodowe: Farallones de Cali, Tatamá, Las Hermosas-Gloria Valencia de Castaño, Uramba Bahía Málaga.

## Geografia
Departament Valle del Cauca jest zlokalizowany w zachodniej części kraju, między 3° 05′ a 5° 01′ szerokości geograficznej północnej, 75° 42′ i 77° 33′ długości geograficznej zachodniej. Graniczy na północy z departamentami Risaralda i Quindío, na południu z departamentem Cauca, Tolima na wschodzie, i Oceanem Spokojnym na zachodzie. Dolina jest geograficznie ograniczona przez Środkową i Zachodnią Kordylierę i przecinana licznymi rzekami, które spływają do rzeki Cauca.

## Gospodarka
Główną gałęzią gospodarki departamentu jest rolnictwo. Uprawiane są tu: trzcina cukrowa, bawełna, soja i sorgo oraz – na terenach górskich – kawa. Departament znany jest z przemysłu cukrowniczego, który dostarcza cukru na rynek dla reszty kraju oraz krajów ościennych.

## Miasta
Alcalá, Andalucía, Ansermanuevo, Argelia, Bolívar, Buenaventura, Buga, Bugalagrande, Caicedonia, Cali, Candelaria, Cartago, Dagua, El Águila, El Cairo, El Cerrito, El Dovio, Florida, Ginebra, Guacarí, Jamundí, La Cumbre, La Unión, La Victoria, Obando, Palmira, Pradera, Restrepo, Riofrío, Roldanillo, San Pedro, Sevilla, Toro, Trujillo, Tuluá, Ulloa, Versalles, Vijes, Yotoco, Yumbo, Zarzal